# Capo Svjatoj Nos

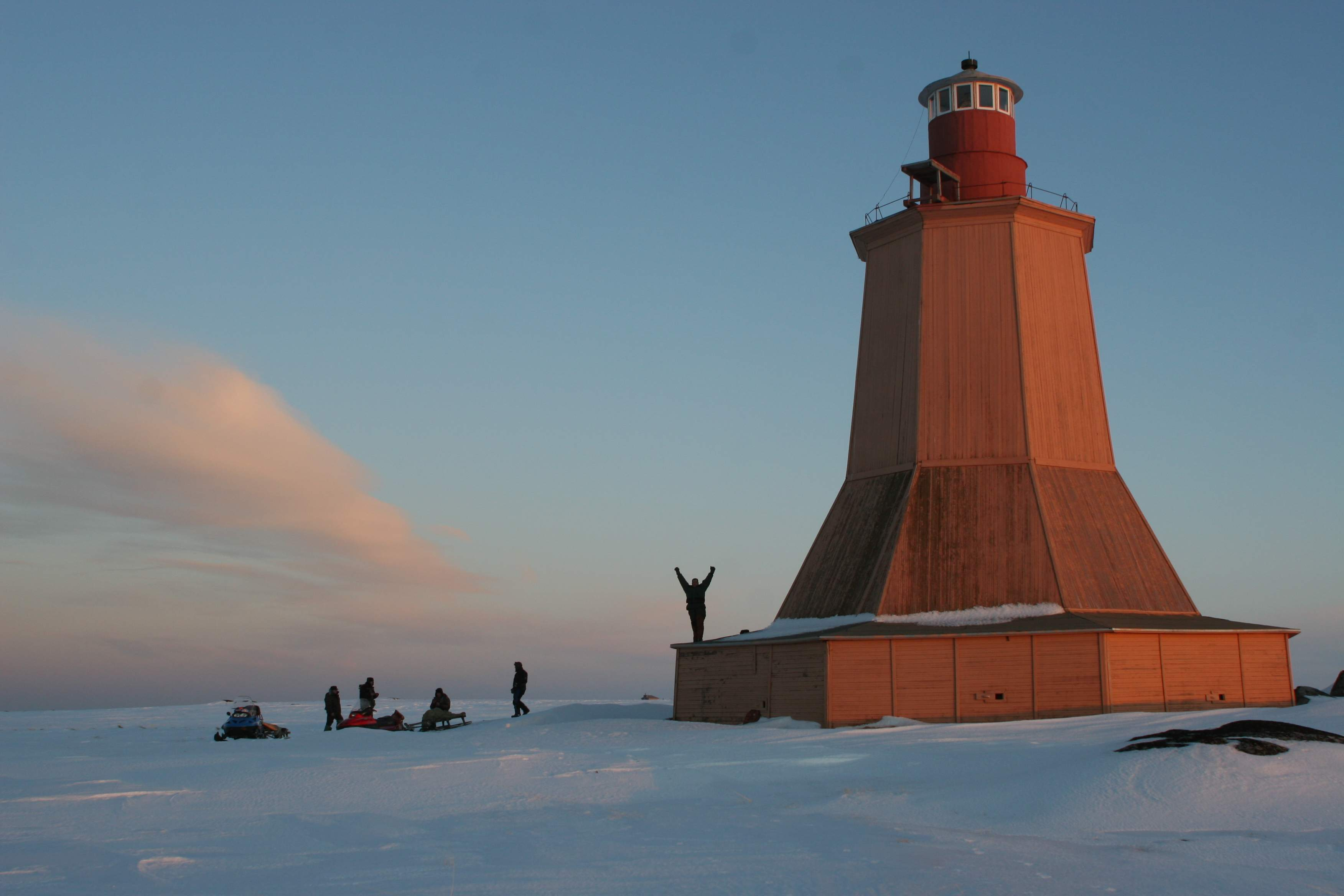
Il faro di capo Svjatoj Nos

Capo Svjatoj Nos (in lingua russa Святой Нос o мыс Святой Нос) si trova sulla costa est della penisola di Kola all'estremità nord della penisola omonima, nella parte settentrionale della Russia europea, nell'Oblast' di Murmansk, amministrato dal circondario cittadino di Ostrovnoj. Separa la costa di Murman (Мурманский берег) dalla costa Terskij (Терский берег) ed è il punto di delimitazione a nord-ovest del mar Bianco. La penisola Svjatoj Nos è lunga circa 15 km e larga 3 km. L'altezza a capo Svjatoj raggiunge gli 86 m, ma verso sud arriva fino ai 179 m, sulla penisola vi sono diversi piccoli laghi. Vicino a capo Svjatoj c'è un faro.